# Penka Metodieva
Penka Metodieva (nacida el 12 de octubre de 1950 en Pernik) es una exjugadora de baloncesto búlgara. Consiguió 4 medallas en competiciones oficiales con Bulgaria.